# Aleiodes excisus
Aleiodes excisus är en stekelart som först beskrevs av Szepligeti 1913.  Aleiodes excisus ingår i släktet Aleiodes och familjen bracksteklar. Inga underarter finns listade i Catalogue of Life.